# Tevan-könyvtár
A Tevan-könyvtár egy 20. század eleji magyar könyvsorozat volt, amely a következő köteteket tartalmazta 1912–1919 között:
- 1. Forel Ágoston: Korunk kultúrtörekvései. Ford.: Fülöp Zsigmond. [1912.] 62 l.
- 2–5. Karinthy Frigyes: Együgyű lexikon. [1912.] 69 l.
- 6–7. Balzac, Honoré de: Gobseck. Ford.: Aranyossy Pál. [1912.] 87 l.
- 8. Casanova: Szerelmi kalandok. I. Ford.: Révész Andor. A Flammarion-féle Les grands éRDivains classiques kiadásból. [1912.] 51 l.
- 9. Wedekind, Frank: Haláltánc. Három jelenet. Ford.: Karinthy Frigyes. [1912.] 44 l.
- 10. Schnitzler Arthur: A hűtlen feleség. (Novellák.) Ford.: Franyó Zoltán. [1913.] 52 l.
- 11–12. Bán Ferenc: Új Isten. (Novellák.) [1913.] 82 [1] l.
- 13. Giles, Herbert A.: Kínai tündérregék. Ford.: Zoltán Vilmos. [1913.] 47 [1] l.
- 14–15. Ady Endre: Muskétás tanár úr. (Novellák.) 1913. 60 [2] l.
- 16–18. Bernard Tristan: A csendes férj. (Regény.) Ford.: Kosztolányi Dezső. [1913.] 139 2139 [1] l.
- 19–20. Nagy Lajos: A szobalány. (Novellák.) 1913. 81 [3] l.
- 21–25. Major Henrik Panoptikuma. Írók és hírlapírók karikatúrái Kosztolányi Dezső előszavával. 1913. [132] l.
- 26–28. Murger Henrik: Bohémélet. (Scènes de la Vie de Bohême.) Ford.: Aranyossy Pál. 1913. 146 l.
- 29. Zsoldos Benő: Angol poéták. (Antológia.) 1913. 39 [1] l.
- 30. Lánczi Jenő: Vallás és kapitalizmus. 1913. 64 l.
- 31–32. Verhaeren, Emile: Rembrandt van Ryn. Ford.: Aranyossy Pál. 1913. 74 l.
- 33. Csáth Géza: Muzsikusok. (Novellák.) 1913. 57 [3] l.
- 34–35. Kosztolányi Dezső: Mécs. (Novellák.) 1913. 72 l.
- 36. Nahmer, Johanna von der: Hetéra levelek. Ford.: Nil [Dapsy Gizella]. 1913. 42 l.
- 37. Brázay Emil: Sörensen Dóra, a szeretőm. (Novellák, rajzok.) 1913. 73 [3] l.
- 38. Casanova: Szerelmi kalandok. II. Ford.: Révész Andor. 1913. 56 l.
- 39–40. Forrére, Claude: Ópium (Regény.) Ford.: Szatmári Jenő. 1913. 75, 1 l.
- 41–43. Lakatos László: Egy pesti leány története. (Regény.) 1913. 154 l.
- 44. Hegedüs Sándor, ifj.: Hanna. (Jelenetek.) 1914. 35 [3] l.
- 45. Flaubert, Gustave: Irgalmas Szent Julián legendája. Ford.: Aranyossy Pál. 1914. 45 [1] l.
- 46–47. France, Anatole: A sovány kandur. (Regény.) Ford.: Pongrácz Árpád. 1914. 91 l.
- 48–49. Kaffka Margit: Szent Ildefonso bálja. (Novellák.) 1914. 72 l.
- 50. Juhász Gyula: Új versek. 1914. 48 l.
- 51–55. Mann, Heinrich: Ronda tanár úr. (Regény.) Ford.: Kosztolányi Dezső. 1914. 240 l.
- 56–57. Révész Béla: Szemtől-szembe. (Novellák.) 1914. 77 [3] l.
- 58. D’Annunzio, Gabrielle: Pescarai novellák. Ford.: Révész Andor. 1915. 49 l.
- 59–60. Karinthy Frigyes: Írások írókról. (Kritikák.) 1914. 87 [1] l.
- 61. Erckmann [Emile]–Chatrian [Alexandre]: A három lélek. (Regény.) Ford.: Karinthy Frigyes. 1913. 32 l.
- 62–63. Kabos Ede: Szivárvány. (Elbeszélések.) 1915. 76 [2] l.
- 64–66. Soyka Ottó: A kártya ura. (Regény.) Ford.: Török Bálint. 1915. 140 l.
- 67. Nagy Lajos: Egy leány, több férfi. (Novellák.) 1915. 62 [2] l.
- 68. Kosztolányi Dezső: Öcsém. (1914–1915.) 1915. 59 [3]
- 69–71. Lakatos László: Érzelmes könyv (1914–1915.) 1915. 59 [1] l.
- 72. Somlyó Zoltán: Hadak a hóban. (Novellák.) 1915. 66 l.
- 73–75. Veber, Pierre: Nyári szerelem. (Kis regény.) Ford.: Aranyossy Pál. 1915. 110 l.
- 76–77. Barta Lajos: Egyszerű szívek. (Novellák.) 1915. 82 [2] l.
- 78–79. Haukland Andreas: Szűz északon. (Regény.) Ford.: Telekes Béla. 1915. 95 l.
- 80. Garvay Andor: Három ember dolga. (Jelenetek.) 1915. 63 [1] l.
- 81. Moupassant, Guy de: A porosz tiszt kívánsága. (Kis regény.) Ford.: Kádár István. 1915. 55 [1] l.
- 82–83. Ewers, Hanns Heinz: Borzalmak könyve. (Novellák.) Ford.: Török Bálint. 1915. 90 [2] l.
- 84. Strindberg, August: A kapocs. (Szomorújáték 1 felvonásban.) Ford.: Bálint Lajos. 1916. 47 [1] l.
- 85–89. Karinthy Frigyes: Holnap reggel. (Tragikomédia 3 felvonásban.) 1916. 120 l.
- 90–91. Twain Mark: Stormfield kapitány látogatása a mennyországban. (Regény.) Ford.: Siró György. 1916. 59 [1] l.
- 92–93. Szini Gyula: Pára és egyéb elbeszélések. 1916. 59 l.
- 94–96. Lakatos László: Konstantinovics Konstantin. (Történet egy galiciai kisvárosból.) 1916. 75, 1 l.
- 97. Andrejev Leonid: Rögeszmék. Ford.: Zsatkovics Kálmán. 1916. 45 l.
- 98–99. Krúdy Gyula: Petit. (Naplójegyzetek a szomorú napokból.) 1916. 59 l.
- 100–105. France, Anatole: Egy színésznő története. (Regény.) Ford.: Aranyossy Pál. 1916. 170 l.
- 106–107. Reményi József: Messzeségek. (Kis regény.) 1916. 83 l.
- 108–112. Lakatos László: Az idegen leány. (Vígjáték 3 felvonásban.) 1916. 119 [1] l.
- 113–115. Rodenbach, Georges: Holt Brügge. (Regény.) Ford.: Lakatos Lászlóné. 1917. 82 l.
- 116–119. Petőfi Sándor: A hóhér kötele. (Regény.) 1917. 124, 2 l.
- 120–121. Villiers de Ľisle Adam: Kegyetlen mesék. Ford.: E. Karinthy Ada. 1917. 53 [3] l.
- 122–125. France, Anatole: Jocaste. (Regény.) Ford.: Kelemen Viktor. 1917. 101 [1] l.
- 126–127. Tabéry Géza: Veszta Flagelláns. (Elbeszélések.) 1917. 66 l.
- 128–130. Hebbel, Friedrich: Mária Magdolna. (Színmű.) Ford.: Hevesi Sándor. 1917. 83 [1] l.
- 131–133. Hauptmann, Gerhard: RDampton mester. (Színmű.) Ford.: Bálint Lajos. 1917. 81 [1] l.
- 134–136. Cudar gyönyörök. A borzalom íróiból. Ford.: Dóczi Pál. 1917. 78, 2 l.
- 137–138. Keller, Gottfried: Tükör, a cica. (Csodálatos történet.) Ford.: Hevesi Sándor. 1917. 54 l.
- 139. Andrejev Leonid: Lázár. (Elbeszélés.) Ford.: Zsatkovics Kálmán. 1917. 32 l.
- 140–141. Péczely József: Ésszel él az embör. (Novellák.) 1917. 69 [3] l.
- 142–145. Bang, Hermann: A pincér. (Két novella.) Ford.: Pajzs Elemér. 1917. 68 l.
- 146–150. Kázmér Ernő: Idegen portrék. (Irodalmi tanulmányok.) 1917. 111 [1] l.
- 151–154. Fodor László: Novemberi vándorok. (Novellák.) 1917. 82 [2] l.
- 155–156. Mann, Thomas: A kis Friedmann úr. (Elbeszélés.) Ford.: Török Bálint. 1917. 40 l.
- 157–159. Kuprin Aléxándr Ivanovics: Az utcáról. (Elbeszélés.) Ford.: Zsatkovics Kálmán. 1917. 54 l.
- 160–162. Bang, Hermann: A négy ördög. (Kis regény.) Ford.: Pajzs Elemér. 1917. 64 l.
- 163–168. Wedekind, Frank: A tavasz ébredése. (Gyermektragédia.) Ford.: Pajzs Elemér. 1918. 99, 1 l.
- 169–174. Lustig Géza: Misztikusok, költők és gondolkodók. I. 1918. 174 l.
- 175–178. Andrejev Leonid: Ribakov Pál és a nők. (Regény.) Ford.: Pajzs Elemér. 1918. 64 l.
- 179–184. Schnitzler Arthur: Körtánc. (Tíz dialógus.) Ford.: Pajzs Elemér. 1919. 98 l.
- 185–190. Maeterlinck Maurice: A halál. (Elmélkedések.) Ford.: Fehér Sándor. 1919. 129 l.
- 191–196. Claudel, Paul: Kinyilatkoztatás. (Ľannonce faite a Marie.) Misztérium 4 felvonásban és egy előjátékban. Ford.: Réti Irén–Szines Pál. 1919. 126 l.